# ProleteR
ProleteR, de son vrai nom Benjamin Roca est un multi-instrumentiste, producteur et beatmaker français.
Il s’est fait connaître avec la sortie de son premier EP, Curses from Past Times en 2011, dont le titre April Showers est certifié single de platine export en 2022 par le SNEP et le Centre national de la musique (CNM), le classant alors parmis les artistes français les plus écoutés à l'international.,,

## Biographie
Né le 20 octobre 1982 à Toulouse, Benjamin Roca commence la musique dès l'enfance en jouant sur la batterie de son père puis en apprenant la guitare à l'adolescence. Il joue alors dans plusieurs groupes de rock et punk locaux avant de se tourner vers la production musicale à l'âge de 20 ans.
En 2003, il part à Strasbourg étudier la sociologie avant de s’installer à Paris pour suivre des études en journalisme et revenir à Toulouse où il travaillera brièvement en usine tout en publiant ses premières productions en ligne sous le pseudonyme ProleteR.,

## Carrière
ProleteR lance sa carrière musicale en 2011 avec la sortie de l’EP Curses from Past Times. Ce projet, mêlant samples de jazz, de swing et beats hip-hop, rencontre rapidement un écho international,. En 2013, il sort l’EP Feeding the Lions, suivi en 2015 par l’EP Rookie. Il publie également une trilogie d’EPs intitulée Tribute to the Masters, entre 2014 et 2023, rendant hommage à des figures du jazz et de la soul. En 2016, il enregistre un DJ Set sur Youtube pour la chaine Le Mellotron qui comptabilise aujourd'hui plus d'1 million de vues. En 2017, il publie l’EP Life Playing Tricks, puis Bubbles en 2018. En 2022, il sort l’album Fairuz,,. La même année, le label bordelais Banzaï Lab fait appel à lui pour participer à un projet mêlant hip‑hop et musique classique : une version orchestrale de Alone After All avec le Josem, Orchestre Symphonique de l’Entre‑deux‑Mers est enregistrée pour célébrer les 15 ans du label. En 2024, il collabore avec le producteur néerlandais LVDS sur l’EP Moonswings.
Sur scène, ProleteR multiplie les concerts internationaux : il joue entre autre au Zénith de Paris avec Gramatik, et accompagne en tournée des artistes comme Wax Tailor, l'Entourloop, Parov Stelar et Chinese Man,,,,,
Tout au long de sa carrière, il participe également à de nombreux projets de remixes ou collabore sur les albums d’artistes comme Lyre Le Temps, Boogie Belgique, Chinese Man, Wax Tailor, Al’Tarba, Degiheugi ou Smokey Joe & The Kid.,
En 2025, il sort son cinquième album studio Temperamental Cats, un projet qui fusionne influences old-school, soul, jazz et hip-hop. L’album comporte plusieurs collaborations, notamment avec le rappeur franco americain Napoleon Da Legend,,, le canadien Spark Houston et producteur japonais Takadada Fu,,,,,. A cette occasion, ProleteR revient sur scène accompagné par trois musiciens jazz français: Adrien Dumont, Alexandre Galinié et Baptiste Techer.
Le 04 Juillet 2025, il sort le single Rainfall (Imagine That) en collaboration avec le rappeur americain Blu et le rappeur canadien Spark Houston.,,

## Récompenses et reconnaissance
- En 2020, la chaîne YouTube de ProleteR dépasse les 100 000 abonnés[34]
- En 2022, son single April Showers est certifié single de platine export par le Centre national de la musique (CNM) en collaboration avec le SNEP.[3],[2][1]

## Discographie

### Albums Studio
EPs
- 2011: Curses From Past Time
- 2013: Feeding The Lions
- 2014: Rookie
- 2017: Life Playing Tricks
- 2018: Bubbles
- 2023: April Showers (The Platinum EP)
- 2024: Moonswings